# Parque Ecológico Dom Bosco
O Parque Natural Dom Bosco é uma área de preservação ambiental no Lago Sul, em Brasília, nomeado em homenagem ao educador e santo Dom Bosco. Localizado em uma região de considerável biodiversidade, o parque oferece também atrativos culturais e recreativos.

## História
O Parque Natural Dom Bosco foi idealizado com o intuito de preservar a rica biodiversidade local e, ao mesmo tempo, resgatar a memória e os ensinamentos do Padre João Bosco, conhecido como Dom Bosco, cuja trajetória inspirou projetos educacionais e sociais. Sua criação foi resultado de parcerias entre órgãos governamentais e entidades da sociedade civil, que reconheceram a importância de preservar o patrimônio natural e cultural da região.
Durante o processo de implantação, foram realizadas diversas ações de reflorestamento e de recuperação ambiental, associadas a programas educativos que visam sensibilizar a população sobre a importância da preservação dos ecossistemas.
Recentemente, o parque foi reconhecido como monumento natural, uma designação que reforça o seu papel como patrimônio imaterial e físico da região. Essa classificação evidencia o compromisso dos órgãos de preservação ambiental com a manutenção não só do rico ecossistema, mas também dos valores históricos e culturais associados à figura de Dom Bosco. Tornar-se monumento natural implica a adoção de medidas especiais de proteção e conservação, garantindo que os recursos naturais e o legado cultural do parque sejam preservados para as gerações futuras.

## Ermida Dom Bosco
Localizada no coração do parque, a Ermida Dom Bosco é um espaço de intensa significação espiritual e histórica. Contribuindo para a atmosfera de paz e reflexão, a ermida reúne elementos arquitetônicos que remetem ao estilo tradicional das construções sacras e preserva, por meio de exposições e eventos, a memória do santo educador.
A estrutura serve não só como um local de culto, mas também como ponto de encontro para atividades culturais e eventos comunitários. Visitas guiadas proporcionam aos turistas uma compreensão aprofundada da importância histórica da ermida, assim como do contexto em que ela foi erguida.

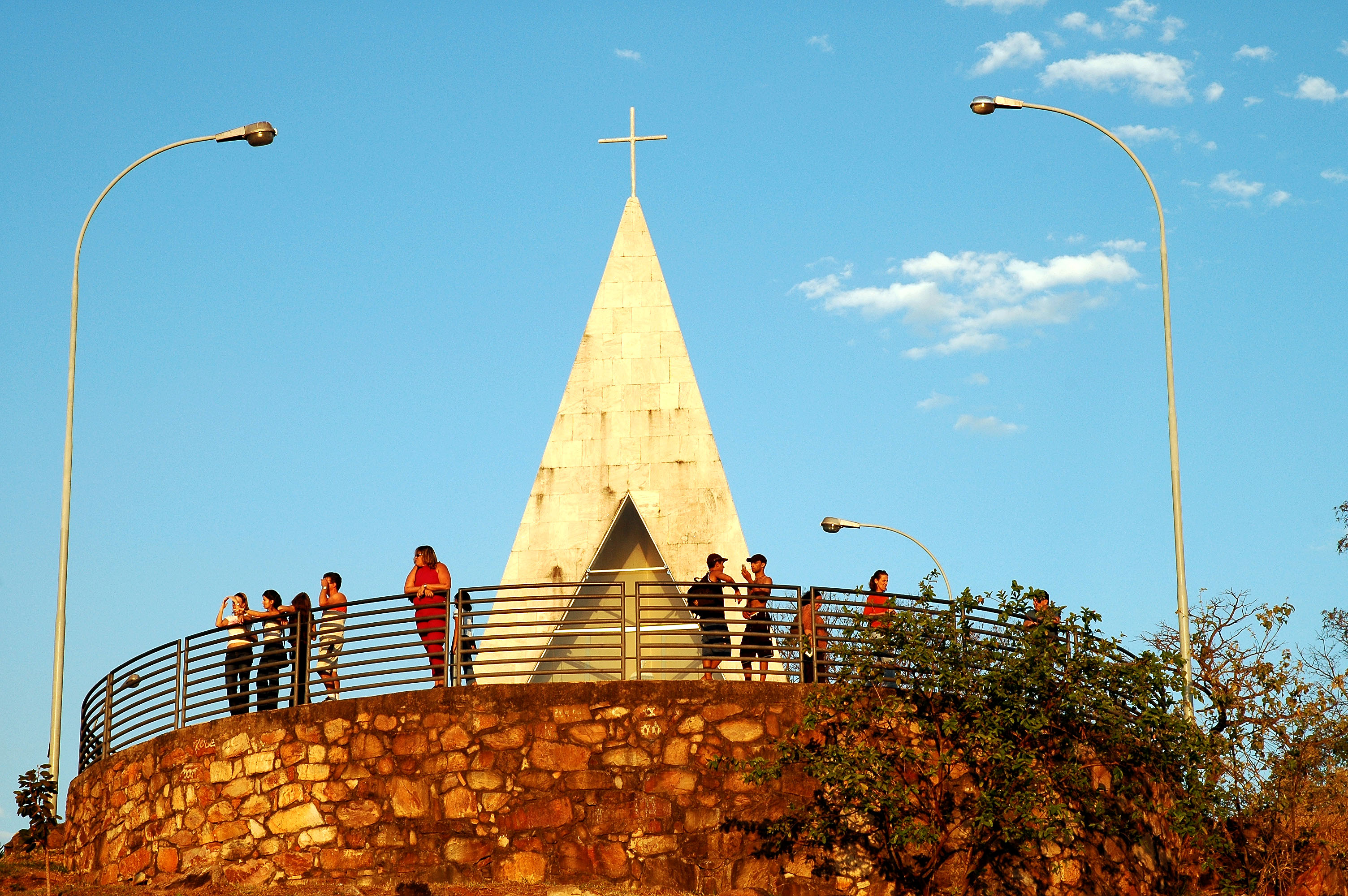
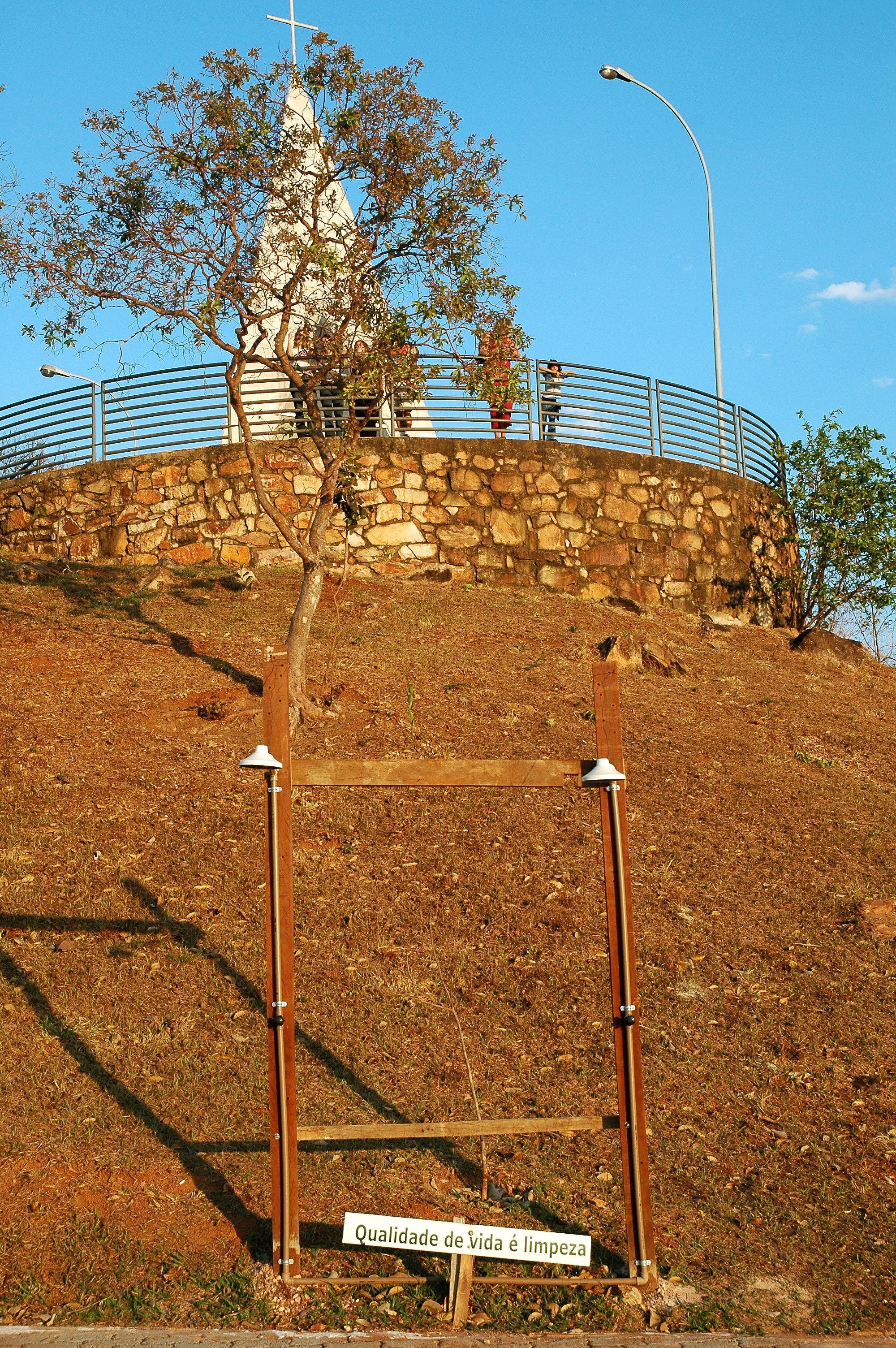
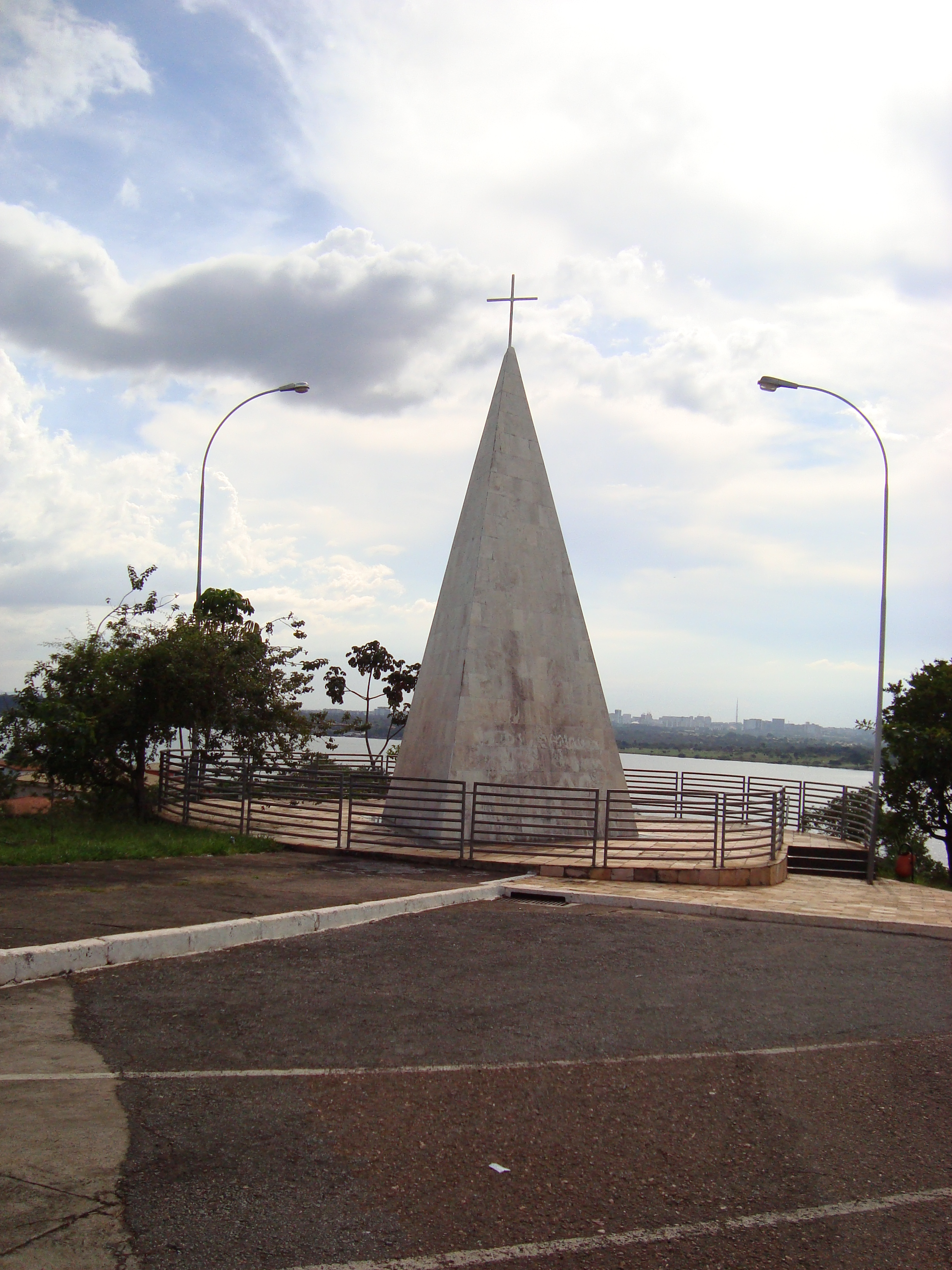
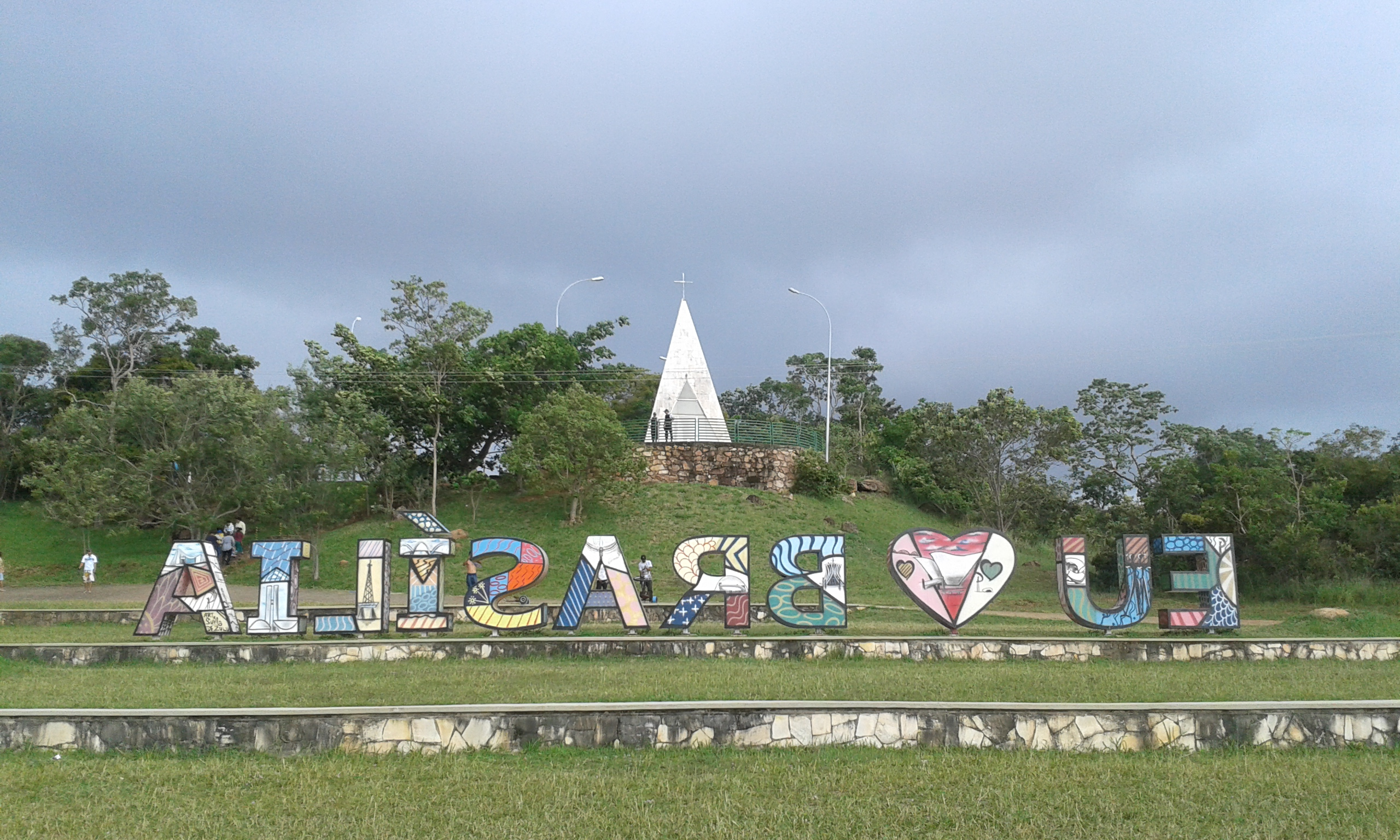
A Ermida Dom Bosco vista de baixo, e o letreiro na frente
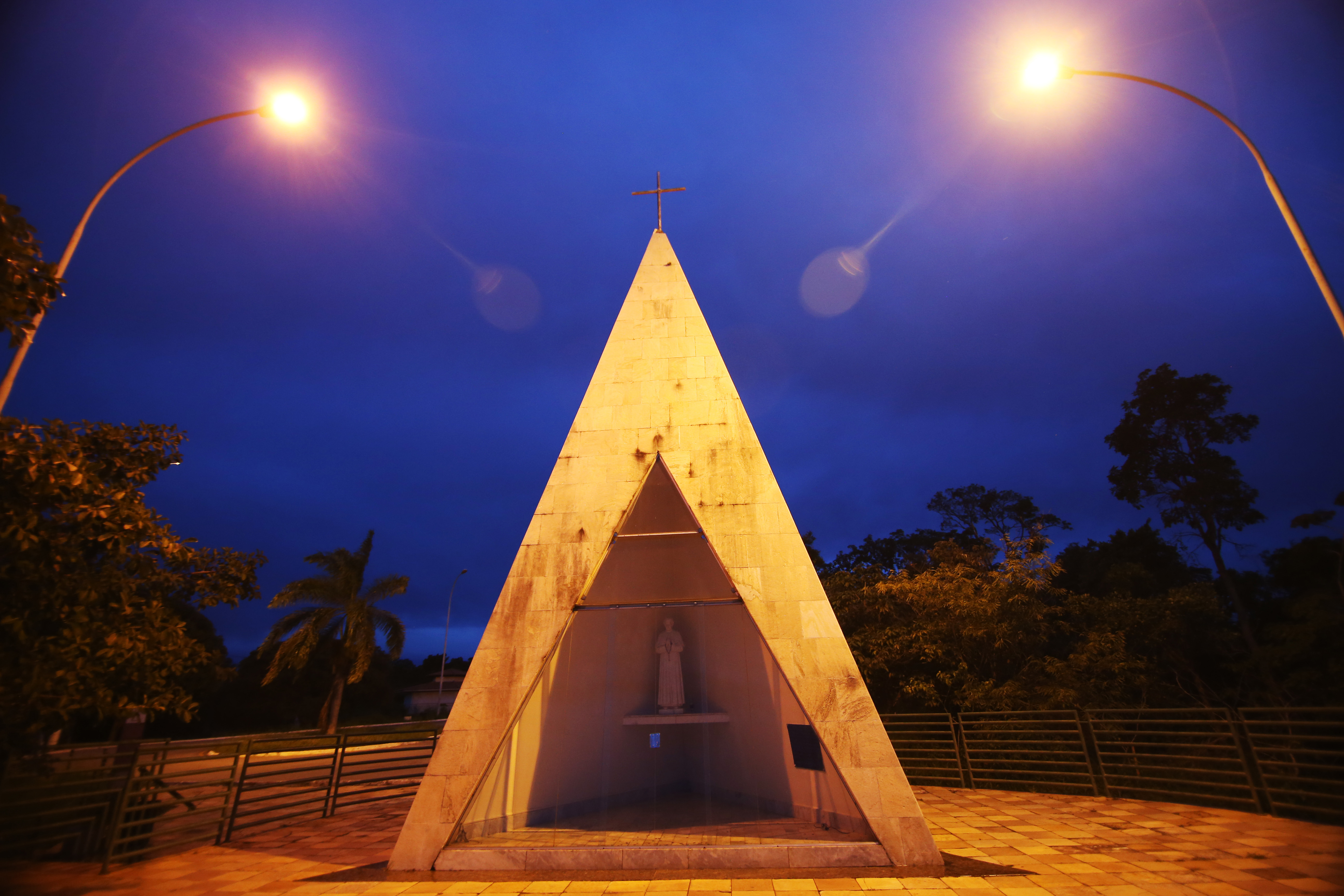
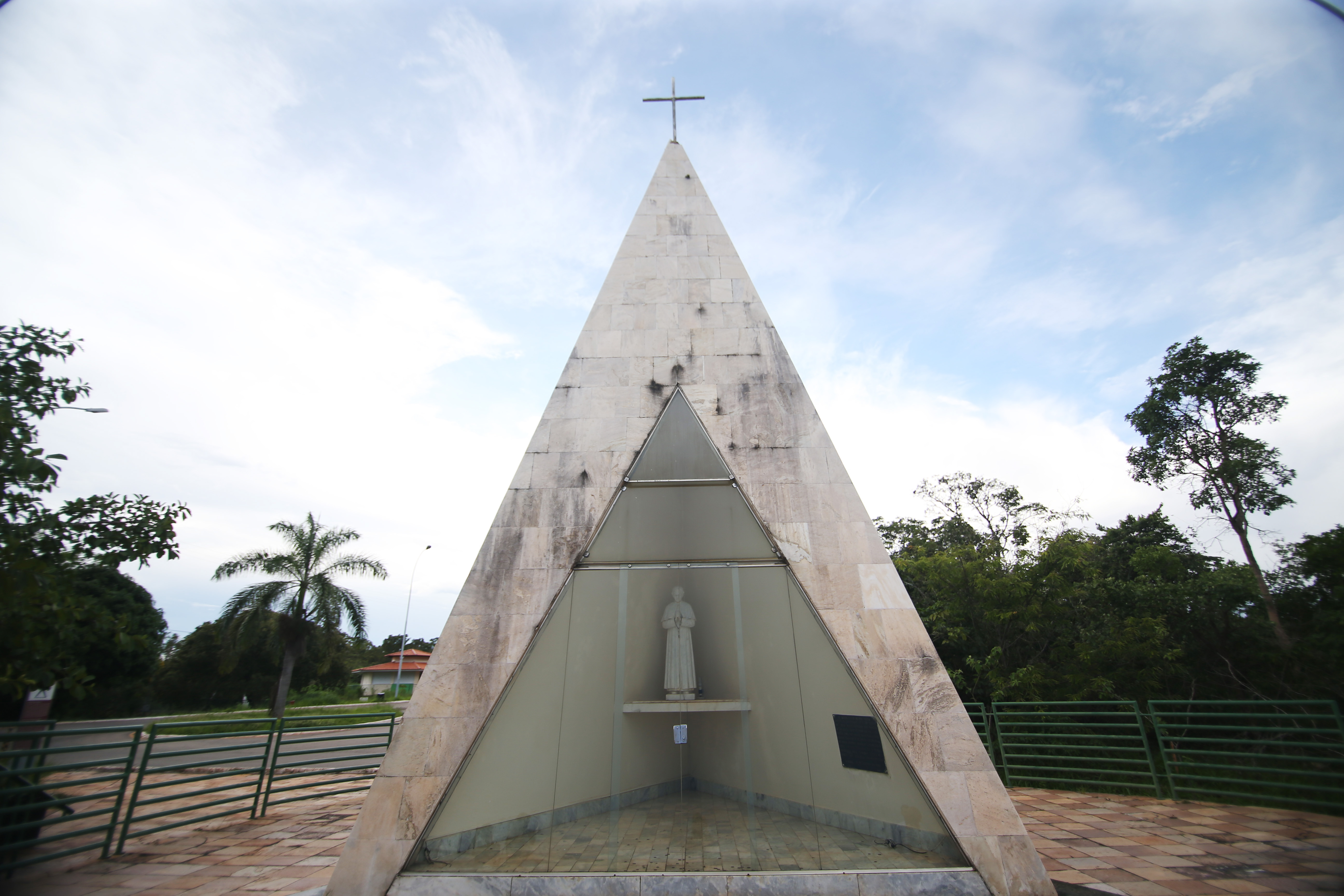
Interior da ermida

## Atividades
O parque oferece uma ampla gama de atividades, entre elas destacam-se:
- Trilhas Ecológicas: Caminhadas por trilhas cuidadosamente demarcadas que possibilitam a observação da fauna e flora locais.
- Observação de Aves: A diversidade de espécies de aves torna o local um ponto privilegiado para os entusiastas da ornitologia.
- Visitas Guiadas: Tours que abrangem os aspectos históricos e ambientais do parque, com ênfase na importância da preservação e na memória de Dom Bosco.
- Eventos Culturais e Espirituais: Programação regular que inclui palestras, concertos e celebrações religiosas na Ermida Dom Bosco[7].
- Casa da Cerradania: espaço para atividades de educação ambiental e atendimento ao público com exposição de fotos e artes.

## Galeria de Imagens

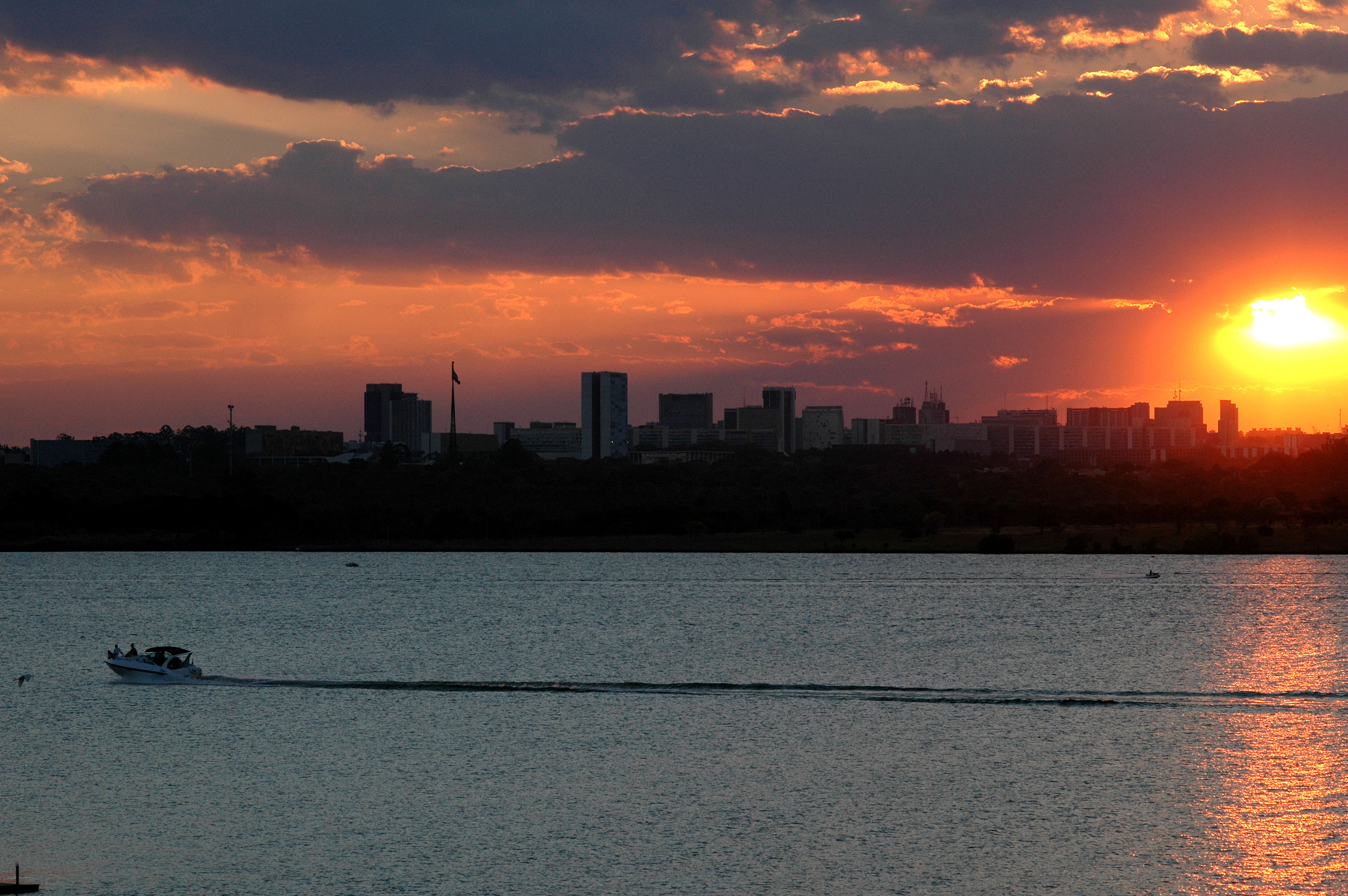
O pôr-do-sol visto do Parque
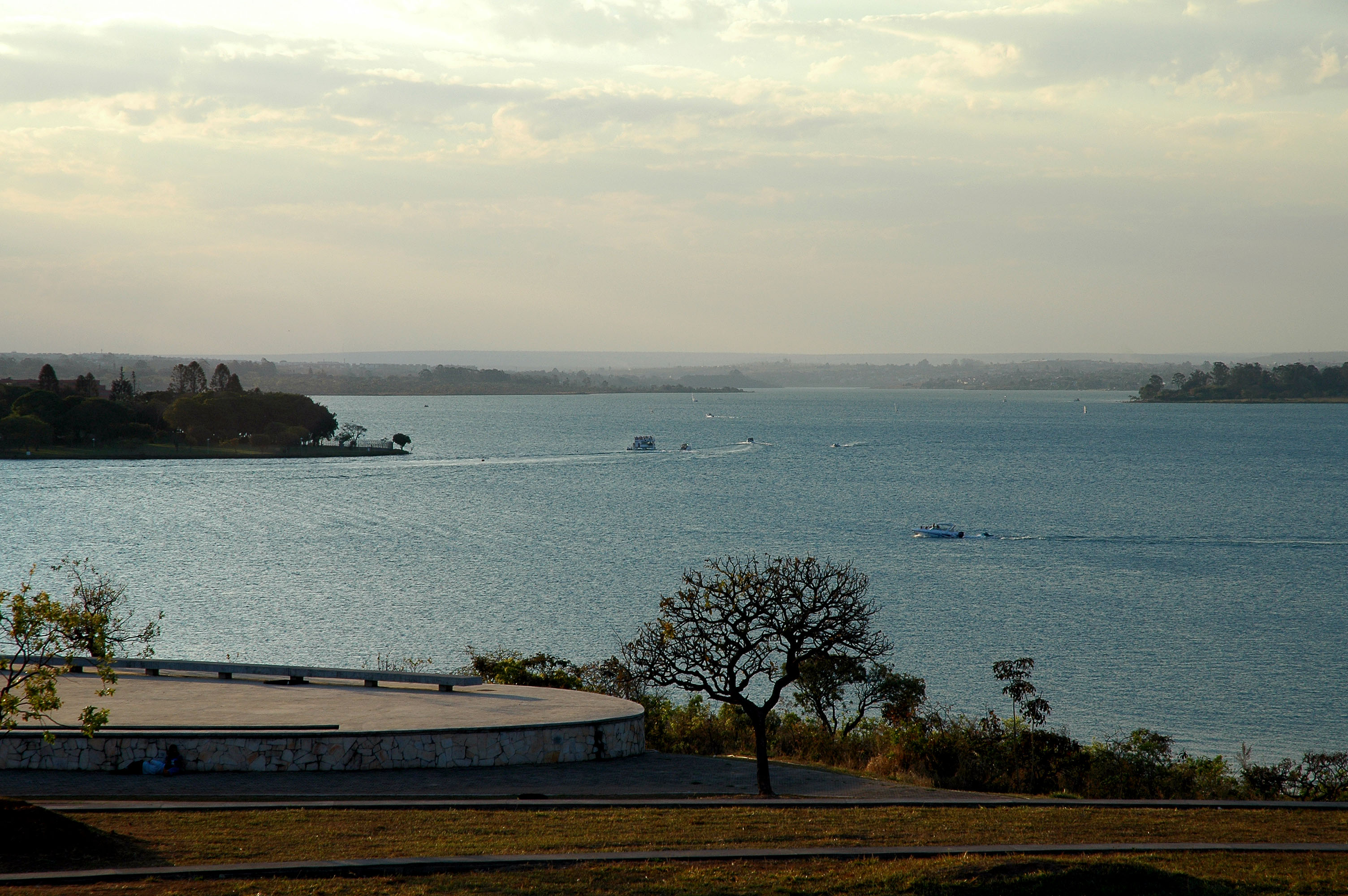
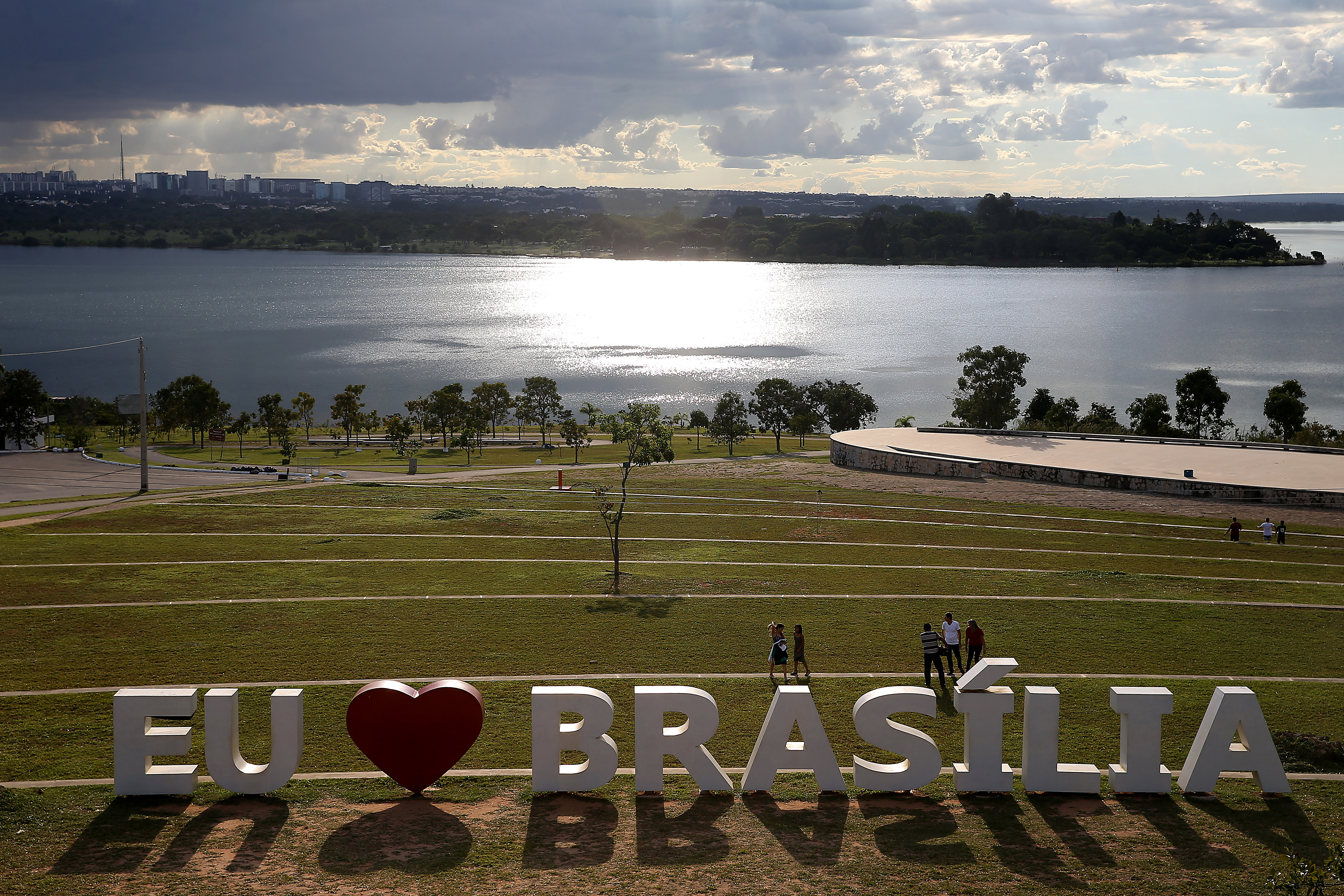
Letreiro do parque
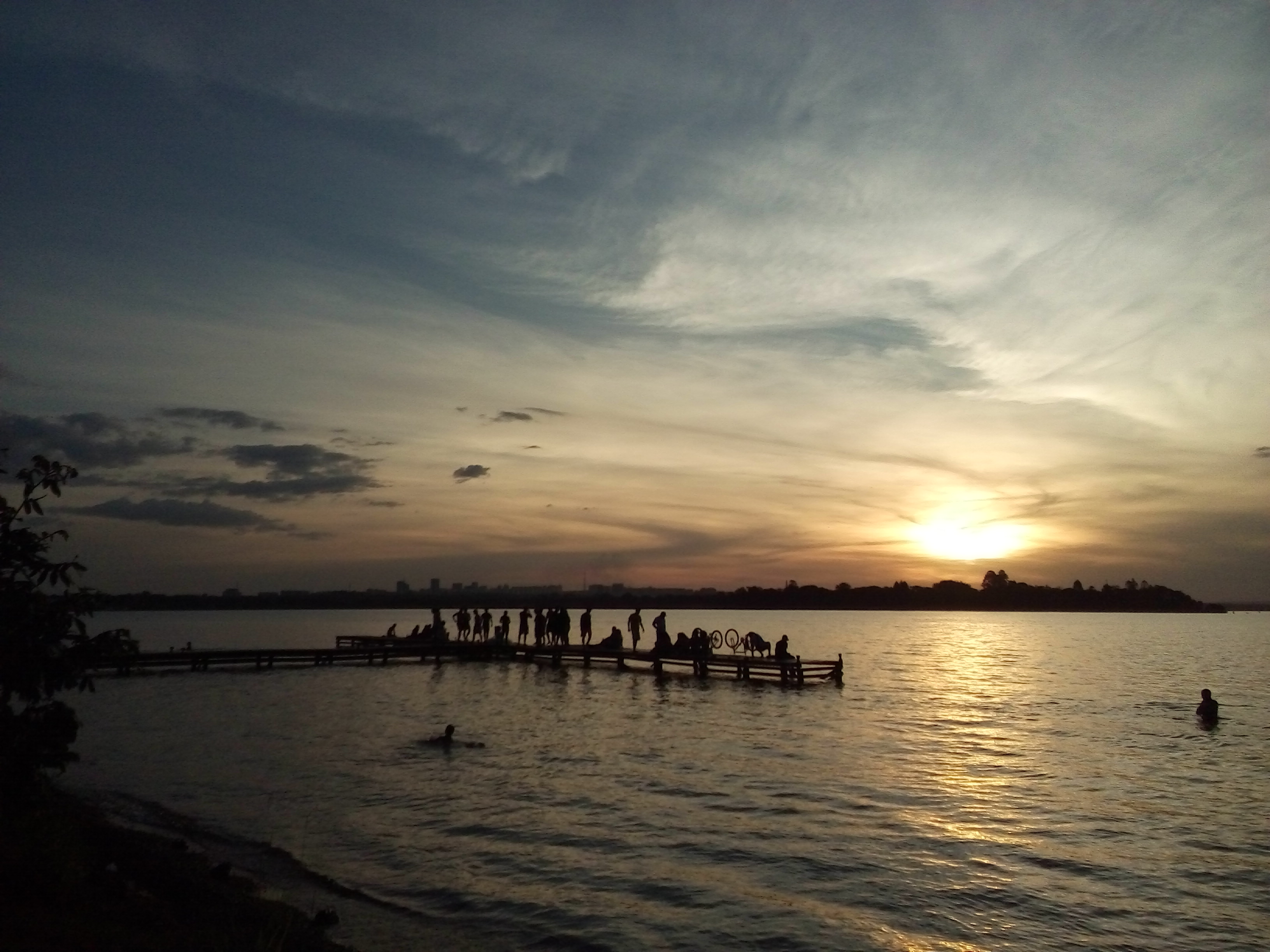
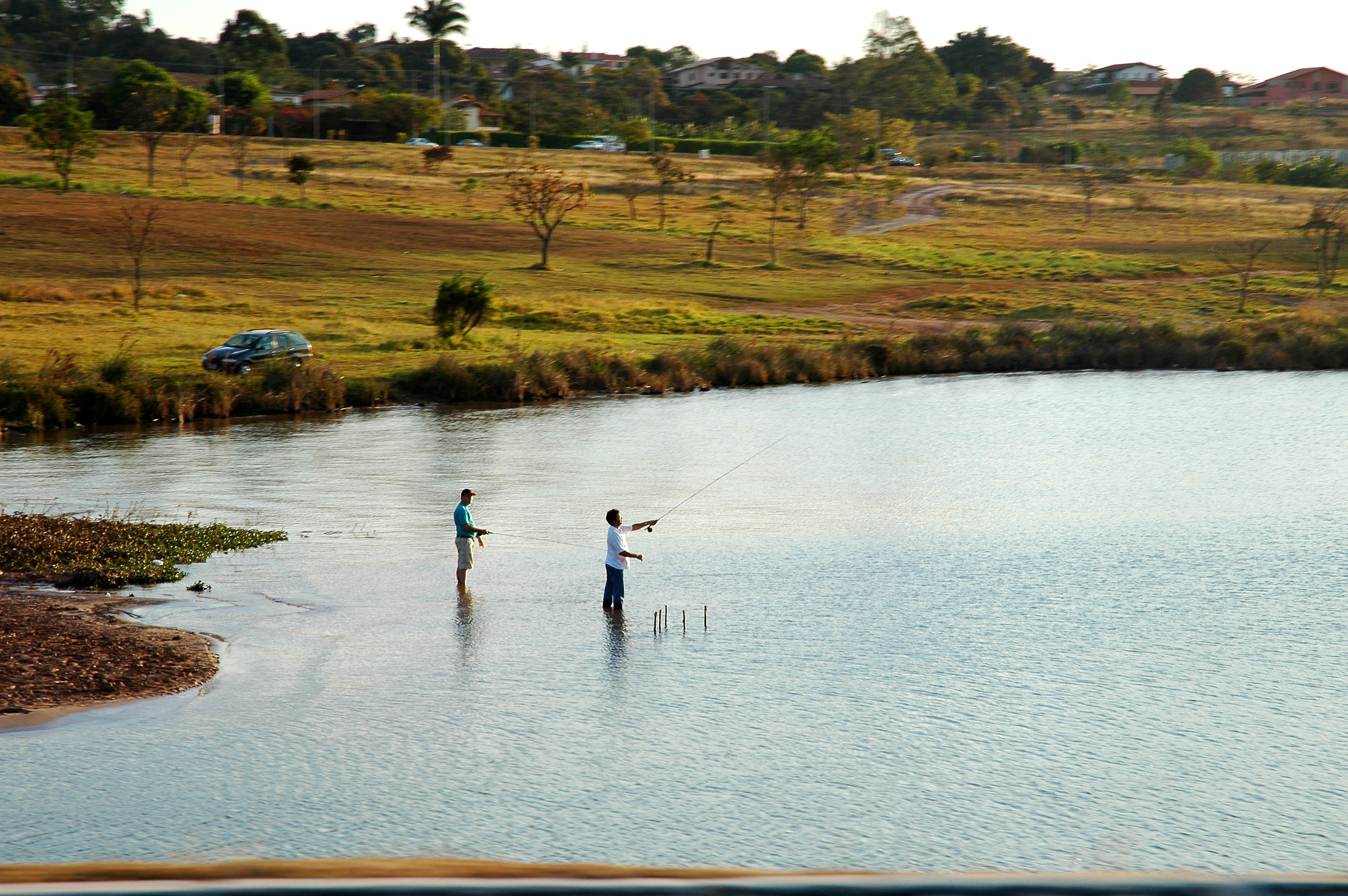
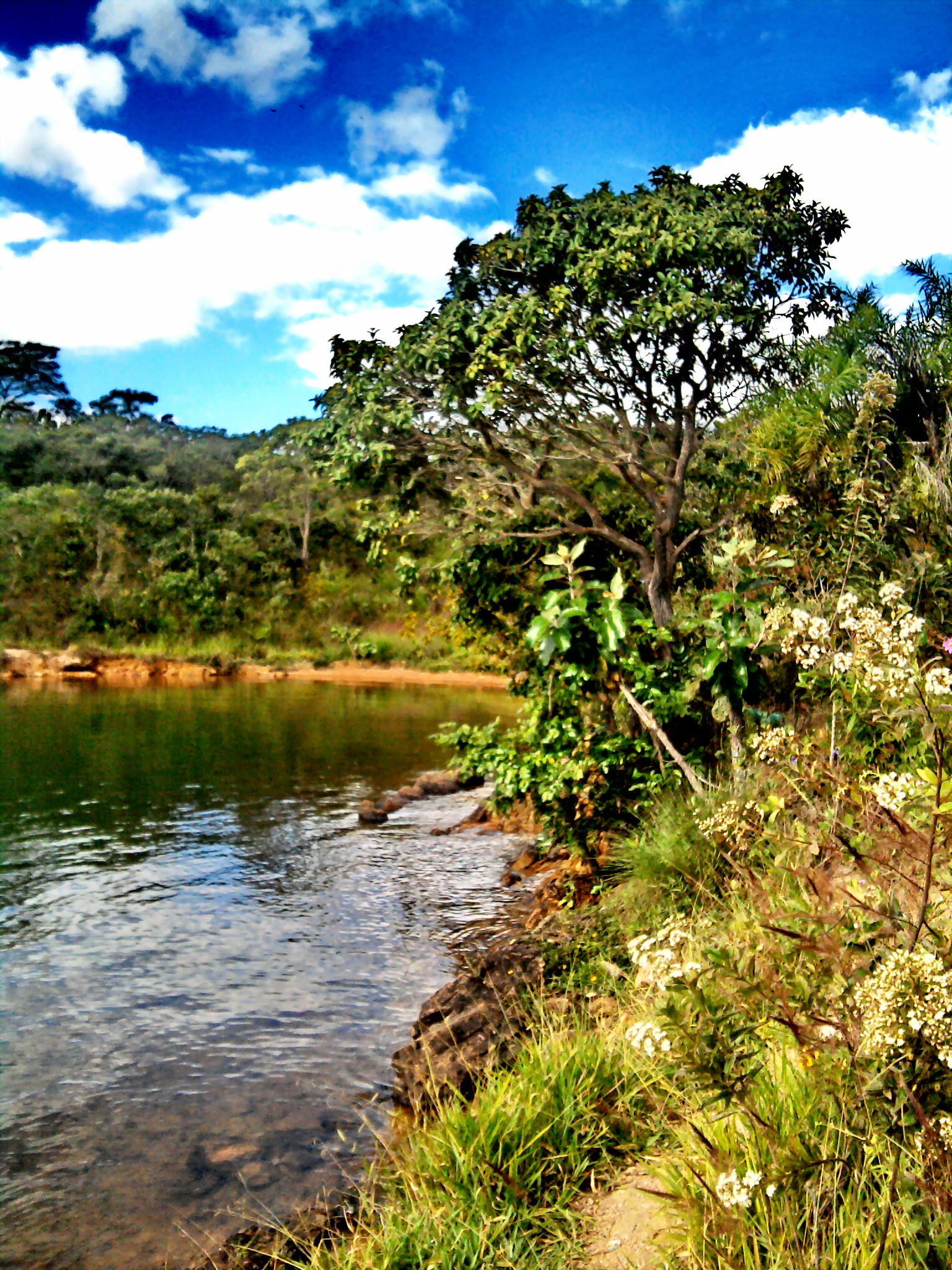
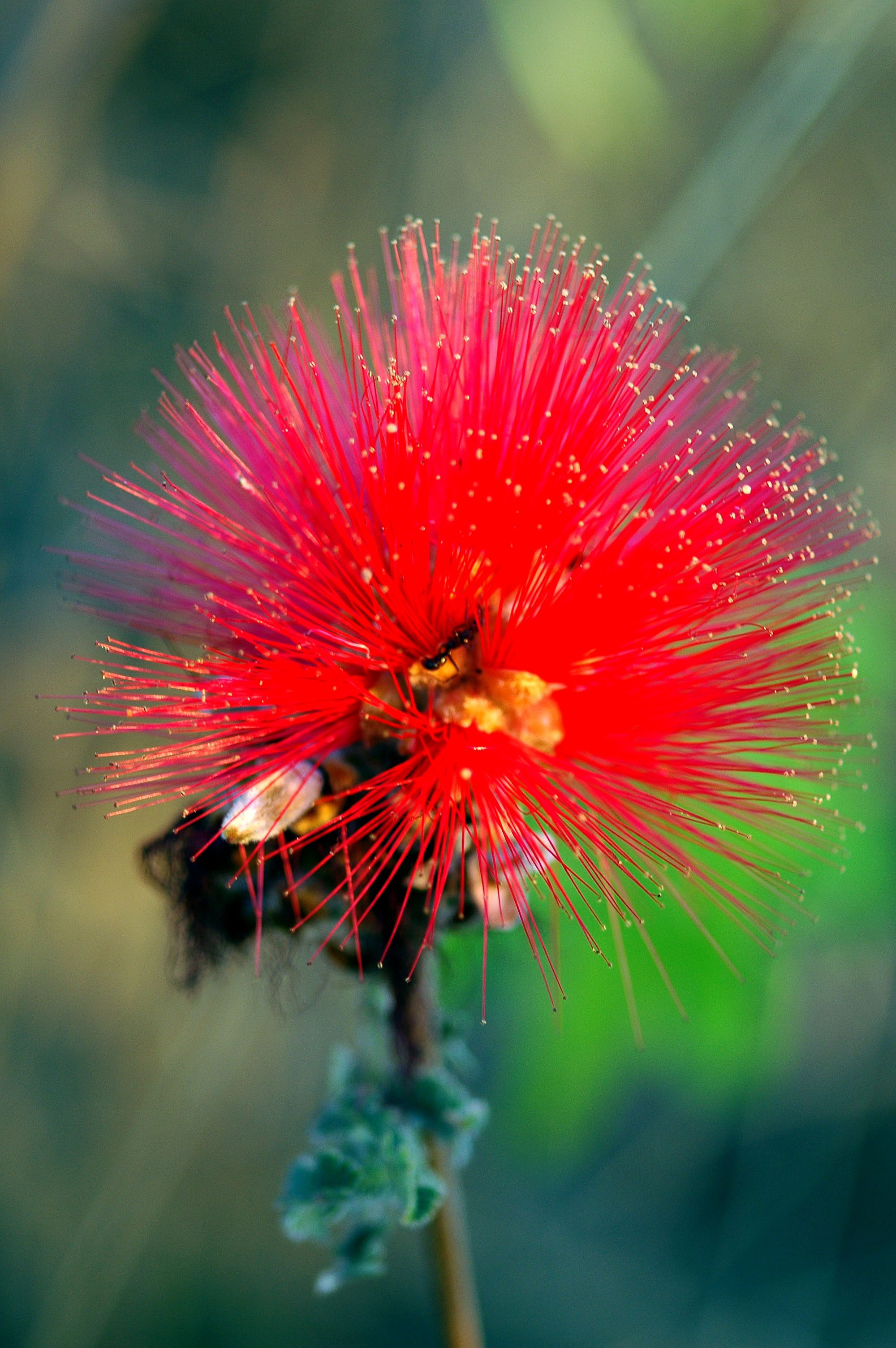
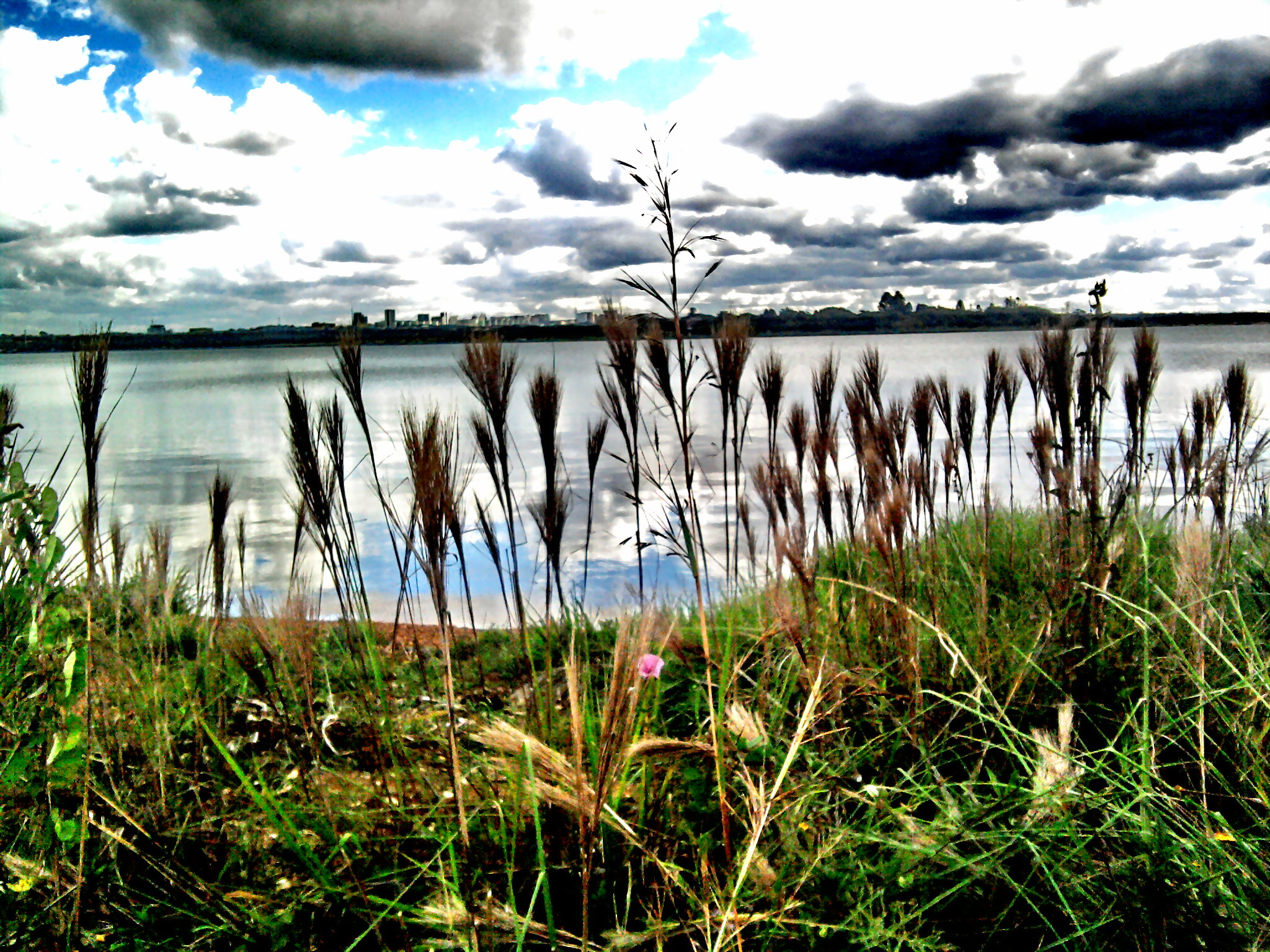
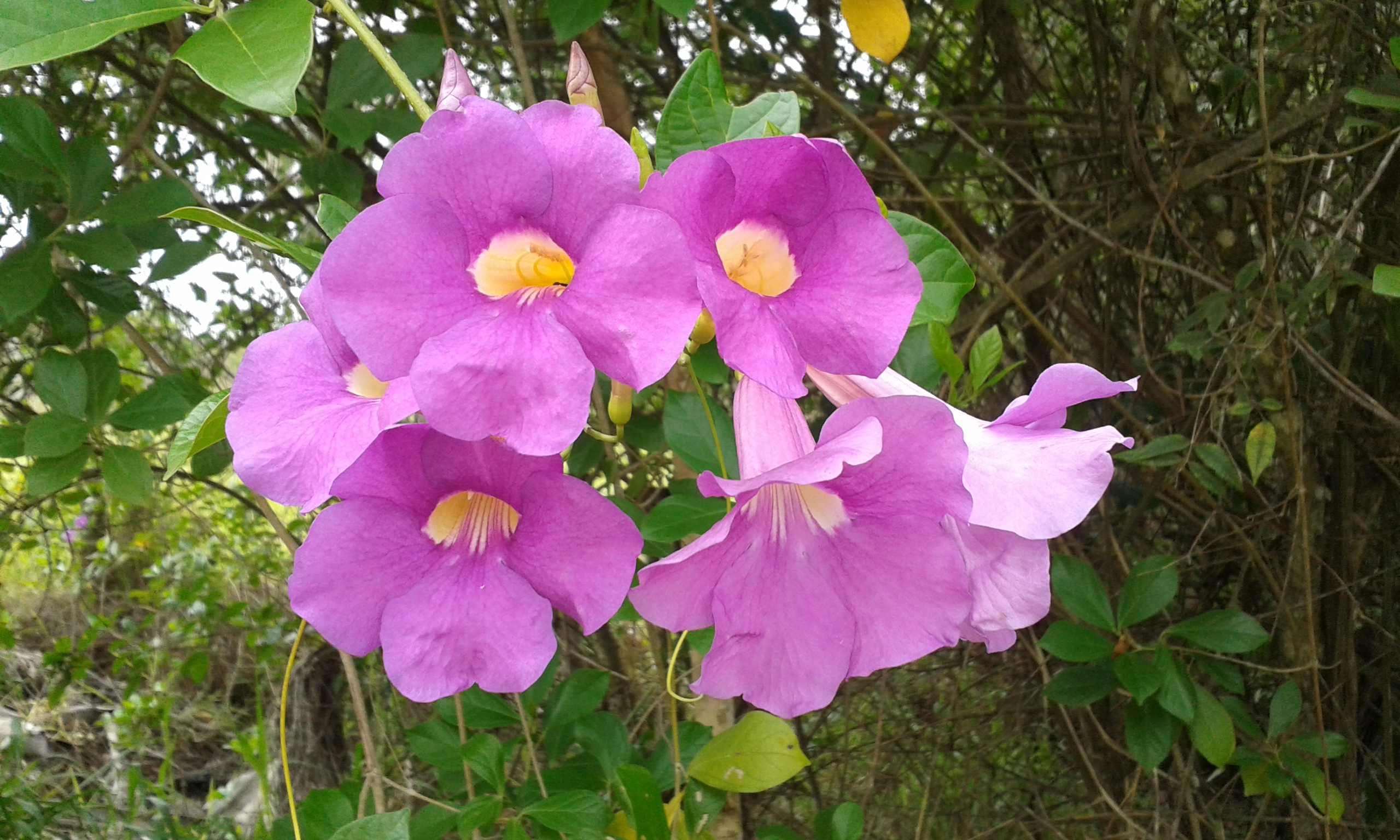
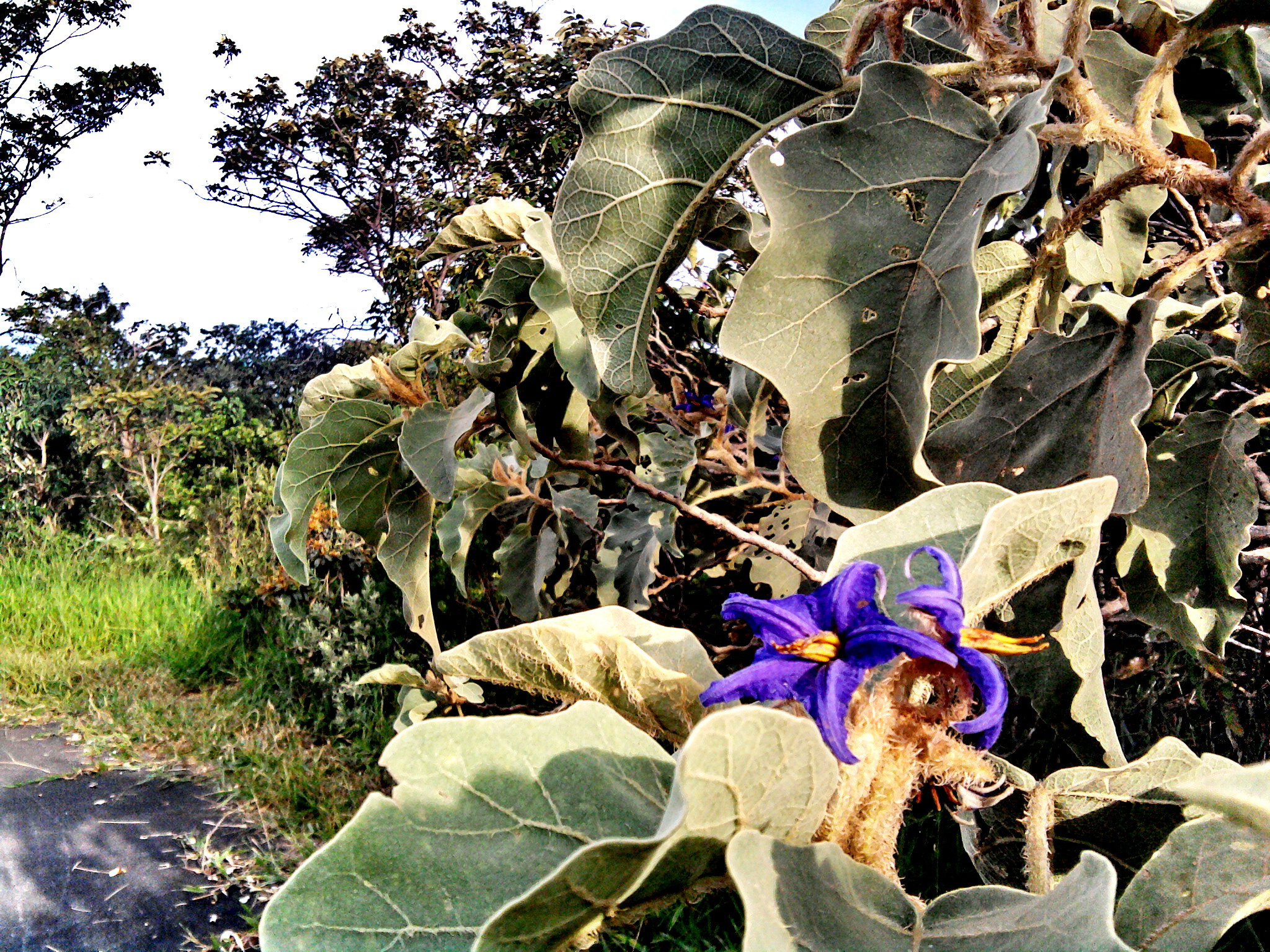

## Ligações Externas
- [http://WikiMapia.org/#lat=-15.797772&lon=-47.810306&z=18&l=9&m=h&v=2 Vista aérea no Wi
- iPatrimonio – Brasília: Ermida Dom Bosco